# اوانیلسون آپارسیدو فریرا
اوانیلسون آپارسیدو فریرا (به پرتغالی: Evanílson Aparecido Ferreira) مدافع اهل برزیل است که در شهر Diamantina و در تاریخ ۱۲ سپتامبر ۱۹۷۵ به دنیا آمده‌است.
اوانیلسون آپارسیدو فریرا در تیم‌های فوتبال América-MG سابقهٔ حضور دارد.